# Pulitzer-Preis 1943
Der Pulitzer-Preis 1943 war die 27. Verleihung des renommierten US-amerikanischen Literaturpreises. Es wurden Preise in 13, der insgesamt 14 Kategorien im Bereich Journalismus und dem Bereich Literatur, Theater und Musik vergeben.
Erstmals wurde in der neugeschaffenen Kategorie Musik eine Kompositionen, die in den Vereinigten Staaten aufgenommen oder uraufgeführt wurde, ausgezeichnet.
Die Jury bestand aus 15 Personen, unter anderem dem Präsidenten der Columbia-Universität Nicholas Murray Butler und William Allen White, Herausgeber der Zeitung Emporia Gazette. Die Bekanntgabe der Preisträger erfolgte am 3. Mai 1943.

## Preisträger
| Kategorie                                                                        | Preisträger                                          | Begründung |
| -------------------------------------------------------------------------------- | ---------------------------------------------------- | --- |
| Dienst an der Öffentlichkeit (Public Service)                                    | Omaha World-Herald                                   | Preis verliehen für die Idee und Umsetzung einer landesweiten Kampagne zur Sammlung von Altmetall.                 |
| Berichterstattung (Reporting)                                                    | George Weller, Chicago Daily News                    | Preis verliehen für die Berichterstattung über eine Blinddarmoperation in feindlichen Gewässern in einem US-U-Boot |
| Korrespondenz (Correspondence)                                                   | Hanson W. Baldwin, The New York Times                | Preis verliehen für seinen Bericht über das Kriegsgeschehen im Südwestpazifik.                                     |
| Berichterstattung im Inland per Telegrafie (Telegraphic Reporting – National)    | nicht vergeben                                       | nicht vergeben |
| Auslandsberichterstattung per Telegrafie (Telegraphic Reporting – International) | Ira Wolfert, North American Newspaper Alliance       | Preis verliehen für die Serie mit drei Artikeln über die Schlacht um die Salomonen.                                |
| Leitartikel (Editorial Writing)                                                  | Forrest W. Seymour, Des Moines Register and Tribune  | Preis verliehen für seine Arbeit im Laufe des Jahres.                                                              |
| Karikatur (Editorial Cartooning)                                                 | Jay Norwood Darling, Des Moines Register and Tribune | Preis verliehen für What a Place For a Waste Paper Salvage Campaign.                                               |
| Fotografie (Photography)                                                         | Frank Noel, Associated Press                         | Preis verliehen für die Fotografie mit dem Titel Water!.                                                           |

| Kategorie                                                   | Preisträger |
| ----------------------------------------------------------- | --- |
| Roman (Novel)                                               | Dragon´s Teeth von Upton Sinclair |
| Theater (Drama)                                             | The Skin of Our Teeth (dt. Titel: Wir sind noch einmal davongekommen) von Thornton Wilder                                                                                       |
| Geschichte (History)                                        | Paul Revere and the World He Lived In von Esther Forbes |
| Biographie oder Autobiographie (Biography or Autobiography) | Admiral of the Ocean Sea: A Life of Christopher Columbus (dt. Titel Admiral des Weltmeeres: Das Leben des Christoph Columbus und Mit Columbus an Bord) von Samuel Eliot Morison |
| Dichtung (Poetry)                                           | A Witness Tree von Robert Frost |
| Musik (Music)                                               | Secular Cantata No. 2. A Free Song von William Schuman |